# Aprionus betulae
Aprionus betulae är en tvåvingeart som beskrevs av Jaschhof 1996. Aprionus betulae ingår i släktet Aprionus och familjen gallmyggor.
Artens utbredningsområde är Norge. Arten är reproducerande i Sverige. Inga underarter finns listade i Catalogue of Life.